# 外山軍治
外山 軍治（とやま ぐんじ、1910年3月24日 - 1999年9月7日）は、日本の東洋史学者。大阪外国語大学名誉教授。

## 経歴
出生から修学期
1910年、大阪府大阪市で生まれた。本籍は徳島県板野郡土成町（現・阿波市）。大阪府立住吉中学校、大阪高等学校で学び、京都帝国大学文学部に進学。史学科(東洋史学専攻)学び、羽田亨に師事した。1933年に卒業し、その後は羽田の指導の下、外務省文化事業部助成金を得て満蒙文化の研究に従事した。
太平洋戦争後
戦後、大阪外国語大学教授に就いた。1962年に学位論文『金朝史の研究』を京都大学に提出して文学博士号を取得。1974年に大阪外国語大学を定年退官し、名誉教授となった。
その後は、愛泉女子短期大学教授、堺女子短期大学教授（1976年～1983年）として教鞭を執った。1999年、肺炎のため死去。

## 受賞・栄典
- 1982年：勲三等旭日中綬章を受章。

## 研究内容・業績
東洋史のうち、専門分野は満州・モンゴル高原の古代北方異民族史。唐代史にも関心を持ち、『則天武后』などを残した。中国近現代史の分野でも、『太平天国と上海』などを残している。また、書道に関しても造詣が深かった。

## 著作
著書
- 『岳飛と秦檜：主戦論と講和論』冨山房 1939
- 『太平天国と上海』高桐書院 1947
- 『顔真卿：剛直の生涯』創元社 1964
  - 新版 1986年
- 『金朝史研究』東洋史研究会 1964 [5]
  - 再版 同朋舎(東洋史研究叢刊 13) 1979
  - 中国語版 李東源訳、黒龍江朝鮮民族出版社 1988
- 『則天武后 女性と権力』中央公論社〈中公新書99〉、1966年4月25日。ISBN 4121000994。(要登録)
- 『中国の書と人』創元社 1971
- 『中国の書と人 2』創元社 1986

訳・注解
- 『金史』明徳出版社(中国古典新書) 1975
- 『太平天国異聞』H.B.モース著、創元社 1965

編著ほか
- 『貴族社会』(京大東洋史 2) 創元社 1952
  - 新版 1976年
- 『世界史辞典』前川貞次郎・会田雄次共著、泰西社 1958
- 『隋唐世界帝国』(東洋の歴史 5) 人物往来社責任編集 1967 
  - 文庫化 中公文庫 2000
- 『人名事典』(東洋の歴史 13) 日比野丈夫共編、人物往来社 1967
- 『書の鑑賞』(入門書道全集 7) 春名好重共著、実業之日本社 1973
- 『東洋史通論』創元社 1983